# 物理年鑑
《物理年鑑》，又譯《物理學年鑑》、《物理學記事》，是自1799年刊行至今的德國物理學期刊。期刊刊發实验物理、理论物理、应用物理、数学物理等相关领域的原创、经过同行评审的文章。现任主编为Stefan Hildebrandt。
本期刊是1790～1794年出版的《Journal der Physik》（《物理期刊》）和1795～1797年出版的《Neues Journal der Physik》（《物理新期刊》）的后继者。在历史上，本期刊曾经用过许多不同的名称——《物理年鉴》《物理和物理化学年鉴》《物理和化学年鉴》（Annalen der Physik, Annalen der Physik und der physikalischen Chemie, Annalen der Physik und Chemie）。

## 歷史
《物理年鑑》最初以德语出版。从1950年代到1980年代，杂志既用德语也用英语。最初只是外国作者用英语发文，但是自1970年代以来，很多以德语为母语的作者也开始用英语发文，以期得到国际同行的阅读。在1990年两德统一以後，英语遂成为杂志使用的唯一的语言。
由于1905年爱因斯坦在《物理年鑑》上发了重要的文章（阿爾伯特·愛因斯坦1905年兩篇狹義相對論論文。英语称之为奇迹年（Annus mirabilis），也就是说它们是改變20世紀物理學面貌的論文），杂志的影响力于此时登峰造极。在二次大戰以前，此刊地位有如今日的美國期刊《物理評論》。在1920年代，这一地位为当时的《Zeitschrift für Physik》杂志所夺去。在1933年的移民潮中，德语杂志失去了许多最优秀的作者。因第二次世界大战，1944–1946年杂志的编辑工作中断，不过在1947年在苏联占领下恢复出版。《Zeitschrift für Physik》搬去了西德，而《物理年鑑》则是为东德科学家服务。在两德统一後，杂志为约翰威立的子公司Wiley-VCH Verlag GmbH & Co. KGaA所收购。
2012年，Wiley宣称要用新编者、新内容为本杂志带来新面貌。2012年重启计划之後，《物理年鑑》现在有了新的关注视角、新的编辑团队、现代化的排版设计。

### 编辑
杂志早期的主编有：
- 弗里德里希·格伦（英语：Friedrich Albrecht Carl Gren），1790–1797年在任），《Journal der Physik》和《Neues Journal der Physik》时代的主编
- 路德维希·希尔伯特（Ludwig Wilhelm Gilbert，1799–1824年在任），《Annalen der Physik》和《Annalen der Physik und der physikalischen Chemie》时代的主编
- 约翰·波根多夫（英语：Johann Christian Poggendorff），1824–1876年在任），《Annalen der Physik und Chemie》时代的主编
- 古斯塔夫·威德曼（英语：Gustav Heinrich Wiedemann），1877–1899年在任），《Annalen der Physik und Chemie》时代的主编
- 保罗·德鲁德（1900–1906年在任），《Annalen der Physik》时代的主编

新编者上任後卷数从1重新开始（同时还存在一个不归1的卷数编号，这一直很误导人）。引用杂志时往往会加上编者的名字，例如Gilberts Annalen、Poggendorfs Annalen等等，或者简写为Pogg. Ann.、Wied. Ann.。
德鲁德之后，编辑工作分于二位编者：实验物理学家（威廉·维恩：1907–1928；爱德华·格林奈森：1929–1949）、理论物理学家（马克斯·普朗克：1907–1943年，自1895年参与编辑）。
在那个历史时期，同行评审尚未成为标准。例如爱因斯坦把他的手稿发给普朗克，普朗克就直接把它发出去了。

### 发表在该刊上的著名学术成果
《物理年鑑》中发表过的部分著名工作如下：
- 鲁道夫·科尔劳施于1854年[3][4]及其子弗里德里希·科尔劳施（英语：Friedrich Kohlrausch）于1863年和1876年的展宽弛豫（英语：Stretched exponential function）
- 海因里希·鲁道夫·赫兹（1887年）的光电效应（photoelectric effect）[5]
- 马克斯·普朗克（1901年）的黑体辐射（blackbody radiation）[6]
- 阿尔伯特·爱因斯坦（1901年）的毛细现象（capillarity）[7]
- 前述爱因斯坦的1905年论文，涉及光子[8]、布朗运动[9]、质能方程[10]、狭义相对论[11]等
- 爱因斯坦（1907年）的有量子化能级的固体的热容[12]
- 爱因斯坦和奥托·施特恩（1913年）的接近绝对零度的分子运动[13]
- 爱因斯坦（1916年）的广义相对论[14]
- 埃尔温·薛定谔（1926年）的薛定谔方程[15]

## 摘要索引
杂志有下列摘要索引：
- 化学文摘社
- 工程索引
- Current Contents/Physical, Chemical & Earth Sciences
- FIZ Karlsruhe Databases
- International Nuclear Information System Database
- INSPEC
- 数学评论/MathSciNet
- 科学引文索引（SCI）
- 斯高帕斯数据库
- VINITI
- Zentralblatt MATH/Mathematics Abstracts

据《期刊引证报告》报道，2011年本刊影响因子0.841。

## 脚注
1. 1 2  .   [2012-09-28]. （原始内容存档于2015-05-02）.
2. ↑  . Wiley Online Library.   [2011-08-17]. （原始内容存档于2016-12-22）.
3. ↑  
R. Kohlrausch. . Annalen der Physik und Chemie. 1854, 167 (1): 56–82. Bibcode:1854AnP...167...56K. doi:10.1002/andp.18541670103.
4. ↑  
R. Kohlrausch. . Annalen der Physik und Chemie. 1854, 167 (2): 179–214. Bibcode:1854AnP...167..179K. doi:10.1002/andp.18541670203.
5. ↑  H. Hertz. . Annalen der Physik. 1887, 267 (8): 983–1000  [2012-09-30]. Bibcode:1887AnP...267..983H. doi:10.1002/andp.18872670827. （原始内容存档于2016-12-01）.
6. ↑  
M. Planck.  (PDF). Annalen der Physik. 1901, 309 (3): 553–563. Bibcode:1901AnP...309..553P. doi:10.1002/andp.19013090310. （原始内容 (PDF)存档于2012-06-10）.
7. ↑  A. Einstein.  (PDF). Annalen der Physik. 1901, 309 (3): 513–523  [2012-09-30]. Bibcode:1901AnP...309..513E. doi:10.1002/andp.19013090306. （原始内容存档 (PDF)于2015-09-24）.
8. ↑  A. Einstein.  (PDF). Annalen der Physik. 1905, 322 (6): 132–148  [2012-09-30]. Bibcode:1905AnP...322..132E. doi:10.1002/andp.19053220607. （原始内容存档 (PDF)于2015-09-24）.
9. ↑  A. Einstein.  (PDF). Annalen der Physik. 1905, 322 (8): 549–560  [2012-09-30]. Bibcode:1905AnP...322..549E. doi:10.1002/andp.19053220806. （原始内容存档 (PDF)于2011-07-28）.
10. ↑  A. Einstein.  (PDF). Annalen der Physik. 1905, 323 (13): 639–641  [2012-09-30]. Bibcode:1905AnP...323..639E. doi:10.1002/andp.19053231314. （原始内容存档 (PDF)于2015-09-24）.
11. ↑  A. Einstein.  (PDF). Annalen der Physik. 1905, 322 (10): 891–921  [2012-09-30]. Bibcode:1905AnP...322..891E. doi:10.1002/andp.19053221004. （原始内容存档 (PDF)于2015-09-24）.
12. ↑  A. Einstein.  (PDF). Annalen der Physik. 1906, 327 (1): 180–190  [2012-09-30]. Bibcode:1906AnP...327..180E. doi:10.1002/andp.19063270110. （原始内容存档 (PDF)于2015-09-24）.
13. ↑  A. Einstein, O. Stern.  (PDF). Annalen der Physik. 1913, 345 (3): 551–560  [2012-09-30]. Bibcode:1913AnP...345..551E. doi:10.1002/andp.19133450309. （原始内容存档 (PDF)于2015-09-24）.
14. ↑  A. Einstein.  (PDF). Annalen der Physik. 1916, 354 (7): 769–822  [2012-09-30]. Bibcode:1916AnP...354..769E. doi:10.1002/andp.19163540702. （原始内容存档 (PDF)于2015-09-24）.
15. ↑  E. Schrödinger. . Annalen der Physik. 1926, 386 (18): 109–139  [2012-09-30]. doi:10.1002/andp.19263861802. （原始内容存档于2017-10-08）.
16. ↑  . . Web of Science Science. Thomson Reuters. 2012.

## 外部連結
- 《物理年鑑》官方網站 （页面存档备份，存于）